# Katova ulička
Katova ulička je unikátní architektonicko-urbanistický prvek městského opevnění v Kadani a nejužší pojmenovaná ulice v České republice. ) Ulička je chráněna jako kulturní památka.

## Popis
Katova ulička, která spojuje centrum Starého Města se Špitálským předměstím, vznikla společně s Katovou brankou již na počátku 14. století jako součást prvního pásu městských hradeb. Tento fortifikační prvek se nachází mezi měšťanskými domy čp. 76 a 77. V průběhu obléhání města sloužila Katova ulička jako rychlá spojnice mezi hlavním náměstím a hradebním parkánem. Ve středověku byla v nočním čase jediným vstupem do města, protože ostatní brány se úderem desáté hodiny večerní uzavíraly. Zároveň plnila funkci stoky, která odváděla přebytečnou vodu z někdejších tří kašen na hlavním náměstí do dnes zatrubněného Bystřického potoka a také do hradebního příkopu. Naopak v době sucha vedla Katovou uličkou nejkratší cesta pro transport užitkové vody ze zmíněného potoka do města. Podle tradice chodíval Katovou uličkou kadaňský kat, ale též městský ras, tedy další zástupce nepříliš úctyhodného řemesla. Od roku 1465, kdy na levém břehu Bystřického potoka vznikly s podporou krále Jiřího z Poděbrad městské lázně, chodíval uličkou také hlavní městský lazebník.

Gotický portál Katovy branky

Katova ulička a Katova branka představovaly důležité prvky městského opevnění, právě v jejich těsné blízkosti docházelo v dobách válek k nejkrvavějším střetům, a to především během třicetileté války (1618–1648).
Její délka činí přibližně 50 m, v nejužším místě je široká pouhých 66,1 cm. Podle údajů agentury Dobrý den z roku 2007 je tak nejužší ulicí v České republice. Od roku 2013 nese z rozhodnutí městského zastupitelstva název „Katova ulička“ též oficiálně.
Naproti Katově brance se nachází tzv. Katův dům (čp. 190). Jde o polygonální hradební baštu z poloviny 15. století. Krátce na to začala pod touto baštou vznikat nová ulice Na Příkopě (v letech 1948 až 2015 pojmenovaná Sokolovská). Zřejmě již v této době sloužila jako obydlí některého z městských služebníků. Koncem 18. století v ní žil poslední kadaňský kat Ignác Kayl, proslulý jako ranhojič a lidový léčitel.
Katova ulička spolu s Katovou brankou, Katovým domem a Katovým pláckem tvoří unikátní architektonicko-urbanistický areál s více než 700 let dlouhým historickým vývojem. Nad Katovou brankou se nachází dvě hradební vížky, jedna s obskurní skulpturou ženy se třemi ňadry, která je dílem kadaňského sochaře a výtvarníka Herberta Kiszy. Další pískovcová socha situovaná hned vedle Katovy branky představuje postavu Pierota s opičkou a v roce 1996 ji vytvořila umělkyně Jitka Křivancová. Na Katově plácku najdeme také dva poněkud neobvyklé stromy, a sice jinan dvoulaločný (čili ginkgo) a blíže Katovu domu pavlovnii plstnatou, které se přezdívá čínský císařský strom.

## Zajímavosti
V roce 1546 se Katovou uličkou pokusili do centra města proniknout vojáci české zemské hotovosti, kteří zde hodlali rabovat, byli však odraženi kadaňskými měšťany ozbrojenými píkami. V lítém boji zahynul městský sluha Erasmus Prescher, který vlastním tělem chránil radního Wolfganga Schönhofera. Roku 1570 přelezl v noci jakýsi odvážlivec hradbu poblíž Katovy branky, přičemž se posmíval strážnému. Z rozhodnutí městské rady byl za tento přečin umístěn na pranýř a následně vypovězen z města na deset let.

## Pověst
Jedna z kadaňských pověstí vypráví o rouhavé jeptišce z magdalenitského kláštera v Želině u Kadaně, která byla za trest zazděna právě v Katově uličce. V pozdních nočních hodinách se tu prý zjevuje společně s duchem kata Ignáce, pomáhá pocestným a trestá pobudy a výtržníky.